# Margaritowka
Margaritowka (ros. Маргаритовка) – wieś w Rosji, w obwodzie amurskim, w rejonie mazanowskim. W 2010 liczyła 373 mieszkańców.